# Antonio Pacenza
Antonio Pacenza (18 de enero de 1928 - 7 de febrero de 1999) fue un boxeador argentino de peso medio pesado, ganador de la medalla de plata en los Juegos Olímpicos de Helsinki 1952. Luego se hizo profesional con un récord de 14 combates ganados (3 por nocaut), 4 perdidos (3 por nocaut) y un empate. Pertenecía al Almagro Boxing Club, ubicado en Díaz Vélez 4422 del barrio de Almagro, mismo club de boxeo al que pertenecía Luis Ángel Firpo.

## Medalla de plata de 1952
Antonio Pacenza (24 años) ganó la medalla de plata en la categoría medio pesados en los Juegos Olímpicos de Helsinki 1952. Su primer combate fue contra el sueco Rolf Storm, a quien venció ajustadamente por puntos (2-1). En cuartos de final venció por puntos al brasileño Lucio Grotone, atribuyéndose los tres asaltos y en semifinal al soviético Anatolij Pierow, a quien superó también en todas las vueltas.
Pacenza debió enfrentar en la final al estadounidense Norvel Lee, un peso pesado que había descendido de categoría y que había obtenido medalla de bronce en su categoría en los Juegos Panamericanos de 1951 en Buenos Aires y volvería a obtenerla en los Juegos Panamericanos de México. Norvel Lee era una personalidad reconocida en su país, por haber sido uno de los primeros afroamericanos en desafiar las normas racistas que prohibían a las personas de piel más oscura sentarse en la "sección blanca" de los buses, razón por la cual fue encarcelado, generando un escándalo nacional. Lee venció con amplitud a Pacenza, adjudicándose los tres asaltos.

## Carrera profesional
Antonio Pacenza se hizo profesional al año siguiente de obtener la medalla de bronce en los Juegos Olímpicos de Helsinki 1952. Debutó el 22 de febrero de 1953 con una victoria por nocaut en el cuarto asalto contra Rafael Miranda. El 30 de diciembre de 1953 disputó con Atilio Natalio Caraune en el Luna Park, el título argentino semipesado, siendo derrotado por nocaut en el noveno asalto. Luego de esa derrota, obtuvo nueve victorias consecutivas, dos de ellas por nocaut, las dos últimas en Nueva York. Al volver a Sudamérica fue derrotado tres veces consecutivas, las dos últimas por nocaut, lo que lo llevó a dejar el boxeo. Su última pelea la realizó en São Paulo, Brasil, el 26 de octubre de 1955, contra Waldemar Adao, quien lo derrotó por nocaut en el octavo asalto.
Tras su muerte a consecuencia de un paro cardiorrespiratorio, fue enterrado en el cementerio San José de Flores de Buenos Aires.